# أنغام طالب
أنغام طالب جبر القرة غولي (18 مايو 1992 -)؛ إعلامية ومقدمة برامج عراقية تعيش في الإمارات العربية المتحدة. هي ابنه الملحن العراقي طالب القرة غولي وأمها هي ممثلة التفات عزيز. كانت كانت تعمل في قناة الفجيرة كمذيعة أخبار ثم انتقلت بعدها للعمل في قناة السومرية.

## عن حياتها
ولدت في دبي لأسرة فنية معروفة، والدها طالب القرة غولي من أكبر وأشهر الفنانين، وأمها الفنانة والمخرجة التفات عزيز. درست طب الأسنان في عجمان ولم تكمل دراستها. بدأ مشوارها في الإذاعة كمقدمة لبرامج في قناة الفجيرة وكذلك نشرات الأخبار، وكان أول ظهور لها تلفزيونيًا في نشرة أخبار قناة الفجيرة في 21 مايو 2014، في فترة من الفترات قدمت برنامج أسبوعي على قناة السومرية يعالج مشاكل الشباب كما أنها قدمت العديد من البرامج السياسية على ذات القناة.

## البرامج التي قدمتها
- برنامج «شباب وبنات» على قناة السومرية[5]
- برنامج «زمرد» على قناة السومرية[6]
- «ماجينا يا ماجينا» على قناة السومرية
- «لمتكم حلوة» على قناة السومرية[7]
- «زوروني كل سنة مرة» على قناة السومرية